# La Fuensanta-Villa Inés
La Fuensanta-Villa Inés es una localidad y pedanía española perteneciente al municipio de Huércal de Almería, en la provincia de Almería. Está situada en la parte central de la comarca Metropolitana de Almería. Anexos a esta localidad se encuentran los núcleos de Huércal de Almería capital, Callejones-San Silvestre y la ciudad de Almería —por los barrios de El Puche, Villablanca y Torrecárdenas—, y un poco más alejados están la Urbanización Club de Tenis, La Gloria, Viator y El Mamí.

## Demografía
Según el Instituto Nacional de Estadística de España, en el año 2024 La Fuensanta-Villa Inés contaba con 7246 habitantes censados, lo que representa el 38,99% de la población total del municipio.

### Evolución de la población
| Gráfica de evolución demográfica de La Fuensanta-Villa Inés entre 2014 y 2024 |
|                                                                               |
| Datos según el nomenclátor publicado por el INE.                              |

## Comunicaciones

### Carreteras
Las principales vías de comunicación que transcurren por esta localidad son:
| Identificador | Denominación               | Itinerario                       |
| ------------- | -------------------------- | -------------------------------- |
| N-340A        | Carretera del Mediterráneo | Cádiz - Barcelona                |
| A-1000        | De N-340A a la A-7         | La Fuensanta-Villa Inés - Viator |

Algunas distancias entre La Fuensanta-Villa Inés y otras ciudades:
| Ciudades           | Distancia (km) |
| ------------------ | -------------- |
| Huércal de Almería | 2              |
| Almería            | 3              |
| Granada            | 154            |
| Jaén               | 210            |
| Murcia             | 214            |

### Ferrocarril
Por la pedanía también pasa la línea Linares Baeza-Almería que une la ciudad de Almería con Guadix hacia Granada o hacia Madrid.

## Servicios públicos

### Sanidad
La Fuensanta-Villa Inés cuenta con un consultorio médico de atención primaria dependiente del distrito sanitario de Almería. El servicio de urgencias está en el centro de salud de Huércal de Almería y el área hospitalaria de referencia es el Hospital Universitario Torrecárdenas de Almería capital.

### Educación
Los centros educativos que hay en la localidad son:
| Denominación genérica                    | Nombre del centro | Naturaleza | Dirección                                    |
| ---------------------------------------- | ----------------- | ---------- | -------------------------------------------- |
| Colegio de educación infantil y primaria | CEIP La Jarilla   | Público    | C/ Río Duero, 1B                             |
| Centro de educación infantil             | CEI El Parque     | Privado    | C/ Hegel, s/n. Urb. Mirador del Mediterráneo |
| Centro de educación infantil             | CEI Villa Inés    | Privado    | Av. Río Andarax, s/n.                        |

## Cultura

### Fiestas
La Fuensanta-Villa Inés celebra sus fiestas el primer fin de semana de junio en honor a la Virgen de la Fuensanta, patrona del pueblo.